# Fritz Schepp
Fritz Schepp, auch Friedrich (* 6. Januar 1864 in Salchendorf bei Siegen; † 1. Juni 1941 in Berlin) war ein deutscher Pädagoge und Politiker.

## Leben
Als Sohn eines Bäckermeisters geboren, besuchte Schepp von 1876 bis 1879 das Joachimsthalsche Gymnasium in Berlin, dann bis 1882 die Präparandenanstalt in Orsoy und bis 1885 das Lehrerseminar in Hilchenbach, wo er 1885 seine Lehramtsprüfung bestand. Er ging als Lehrer bis 1887 nach Rom. 1887 bestand er seine zweite Lehramtsprüfung. Von 1887 bis 1889 arbeitete er in Dortmund. 1889 legte er die Mittelschullehrerprüfung in Latein und Französisch in Münster ab und ging bis 1901 als Lehrer nach Berlin, wo er 1892 bzw. 1895 die Rektoratsexamen in Latein und Französisch für Berliner Gemeinde- und Mittelschulen bestand. 1900 legte er die Reifeprüfung am Viktoria-Gymnasium Potsdam ab und studierte im Anschluss in Berlin. Während seines Studiums wurde er 1900 Mitglied des Akademisch-Neuphilologischen Vereins Berlin, der späteren Burschenschaft Brandenburgia (II) Berlin; später 1933 wurde er Mitglied der Burschenschaft Semnonia (II) Berlin. 1901 wurde er Erziehungsinspektor an der städtischen Anstalt für jugendliche Epileptiker in Wuhlgarten bei Berlin-Biesdorf. 1904 wurde er Ortsschulinspektor. In Greifswald wurde er 1905 zum Dr. phil. promoviert. Er arbeitete als Erziehungsinspektor der staatlichen Erziehungsanstalten in Wuhlgarten. Um 1926 wurde er Oberschulrat in Berlin und trat schließlich 1931 in den Ruhestand. Zuletzt lebte er in Berlin-Friedenau.

## Politik
Von 1898 bis 1903 (19. Wahlperiode) war Schepp für den Wahlkreis 21 (Ober- und Niederbarnim, SK Lichtenberg) Mitglied des Preußischen Abgeordnetenhauses, zunächst als Mitglied der Deutschen Freisinnigen Partei (DFP), dann der Fortschrittlichen Volkspartei (FVP).

## Veröffentlichungen (Auswahl)
- Altfranzösische Sprichwörter und Sentenzen aus dem höfischen Kunstleben über antike Sagenstoffe und aus eigenen didaktischen Dichtungen nebst einer Untersuchung über Sprichwörter-Varianten. Dissertation Universität Greifswald 1905.
- Typen von Schülern, die bei einer gewissen pathologischen Beschaffenheit doch im allgemeinen Klassenunterricht mitgeführt werden können. 1906.
- Ein kleines Kapitel aus dem Etat für das höhere Schulwesen Preußens, in: Der Tag, 24. Mai 1910.
- Die Macht des Papstes in weltlichen Angelegenheiten, in: Vossische Zeitung Nr. 374, 25. Juli 1912, S. 1.
- Beiträge zur Naturdenkmalpflege auf Hiddensee. Charlottenburg 1913.